# チオピリリウム
チオピリリウム(Thiopyrylium)は、C5H5S+の化学式を持つカチオンである。酸素原子が硫黄原子に置き換わったピリリウムのアナログである。
硫黄原子の電気陰性度が低いため、チオピリリウム塩は、ピリリウム塩よりも反応性が低い。第16族元素の六員環不飽和複素環式化合物の中で、硫黄は炭素と同じ電気陰性度を持ち少しだけ共有結合半径が大きいため、チオピリリウムは最も芳香族性が高い。
チオピリリウム塩は、過塩素酸トリチル等のヒドリドイオン受容体によりチオピランから水素を引き抜くことによって合成される。
チオピリリウムのアナログである2,4,6-三置換ピリリウム塩は、硫化ナトリウムで処理し、酸で沈殿させることにより得られる。この反応でピリリウムの酸素原子は硫黄に置換される。